# إد علي أوعمر (آيت علي)
إد علي أوعمر هو دُوَّار يقع بجماعة سيدي مبارك، إقليم سيدي إفني، جهة كلميم واد نون في المملكة المغربية. ينتمي الدوّار لمشيخة آيت علي التي تضم 17 دوار. يقدر عدد سكانه بـ 155 نسمة حسب الإحصاء الرسمي للسكان والسكنى لسنة 2004.

## روابط خارجية
- البوابة الوطنية للجماعات الترابية
- المندوبية السامية للتخطيط